# Fernand Nouvion
Pour les articles homonymes, voir Nouvion (homonymie).
Fernand Nouvion, né le 2 novembre 1905 à Neuilly-sur-Seine et mort le 25 janvier 1999, est un ingénieur de la Société nationale des chemins de fer français (SNCF) et chef  de la  division des études de la traction électrique (DETE). Il est notamment l’instigateur du record du monde ferroviaire de 1955 (331 km/h). Il a en outre assuré la propagation et le perfectionnement de l'électrification en courant alternatif monophasé à fréquence industrielle de 25 kV 50 Hz.

## Éléments biographiques
Fernand Nouvion nait au sein d'une famille aisée. Son père est fonctionnaire. Il suit sa scolarité au lycée Pasteur de Neuilly-sur-Seine. Il sort ingénieur de l’École supérieure d’électricité, promotion 1927, école où il manifeste déjà un fort intérêt pour le chemin de fer. 
Il fait un bref passage dans l'industrie mais cherche à rentrer  dans une des grandes compagnies de chemin de fer françaises. Il postule sans succès à la Compagnie du chemin de fer de Paris à Orléans (PO), considérée alors comme la « plus électrique » des grandes compagnies de chemin de fer françaises. Il entre finalement au réseau d'État (qui gère le réseau Ouest) où il devient chef de section de 1933 à 1935, puis inspecteur divisionnaire, puis deux ans après la création de la SNCF, chef d’arrondissement Matériel des Batignolles, entre août 1940 et 1944.
En 1946, Fernand Nouvion est nommé comme adjoint à la Division d'études de la traction électrique (DETE), un département créé en 1939 au sein de la SNCF pour l’électrification de son réseau ferré. Le directeur, Marcel Garreau, est alors en charge d'électrifier le réseau banlieue de Paris-Montparnasse et, avant guerre, la ligne Paris-Le Mans. *
Avec son adjoint Pierre Lothon, il y conçoit et réalise la campagne d’essais de 1954 et 1955 qui aboutit au record mondial de vitesse ferroviaire de mars 1955. Ces ingénieurs visionnaires ont pris conscience, dès  l'après-guerre, que l'avenir des transports ferroviaires passait par l'accroissement de la vitesse des trains. À partir de 1958 il est l'adjoint de Marcel Garreau, chef de la division des Études de traction électrique et de traction thermique (DETE). En 1966 il devient chef de la division des Études de traction électrique (DETE) et de la division des Études de traction à moteurs thermiques (DETMT), poste qu'il quitte en 1971, à sa limite d'age à la SNCF, pour celui de Directeur technique de la société Traction Export (1971-1985), bureau d'études d'Alsthom
En parallèle à son métier, il exerce des fonctions d'enseignant : maître de conférences à l’École supérieure d’électricité et professeur à l’École spéciale des travaux publics, de 1950 à 1970. Il est également membre de la Société française des électriciens, de la Société des ingénieurs civils de France. Par ailleurs, il fut membre de l'AIEE (American Institute of Electrical and Electronics Engineers 1968). 
Fernand Nouvion a travaillé à l'électrification de la banlieue d'Istanbul, à l'électrification des chemins de fer portugais et a participé à la conception de locomotives destinées à l'URSS et à la Chine. En Extrême-Orient  il anime une mission technique chargée d'électrifier les 'Indian Railways'. La 1100e locomotive que leur livre le "Groupement 50 Hz" est solennellement baptisée 'Fernand Nouvion', un hommage dont il était très fier. Il était aussi en relation avec le japonais Hideo Shima, « père » du Shinkansen.

## Hommage

### Décoration
- Commandeur de la Légion d’honneur

### Distinction
- Prix Coignet de la Société des ingénieurs civils de France,
- Praemium Paris 1881 du British Institute of Electrical Engineers,
- médaille Ampère de la Société française des électriciens,
- Prix Giffard 1965 de l´Académie des sciences,
- Grand prix 1968 des Ingénieurs civils de France,
- Fellow Life Member of the Institute of Electrical and Electronical Engineers (1984) (États-Unis),
- Diploma and Medal of the Pan American Railway Congress (1981, Mexico, Mexique),
- Diplôme Pan American Congress Association (La Havane 1987),
- Prix Alexander Agnew of the Institution of Mechanical Engineers (1988) (Grande-Bretagne).